# HD 5357
HD 5357，又名BD+67 81，SAO 11481、HR 261，是一颗恒星，视星等为6.37，位于銀經123.43，銀緯5.91，其B1900.0坐标为赤經0h 50m 27s，赤緯+68° 5.91′ 6″。